# Kaple Panny Marie Hlohové (Hořice)
Kaple Panny Marie Hlohové v Hořicích, někdy nazývaná též Janderova kaplička, je empírová sakrální stavba, kterou nechal roku 1826 postavit hořický rodák Josef Ladislav Jandera. Nachází se na samotném hřbetu Chlumu vzdálena asi 300 metrů západně od Masarykovy věže samostatnosti. Od 22. prosince 2016 je kaple chráněna jako kulturní památka České republiky.

## Historie
Původně v lokalitě stála před rokem 1767 socha Panny Marie zvaná „U hlohu“. Odtud se objevil název Panna Maria Hlohová. Hořický rodák, římskokatolický kněz, člen řádu premonstrátů a profesor Karlovy univerzity Josef Ladislav Jandera se svým strýcem Janem Josefem Kučerou ji nechali vybudovat v Hořicích v roce 1826 na poděkování, že se městu Hořice vyhnula epidemie cholery.

## Architektura

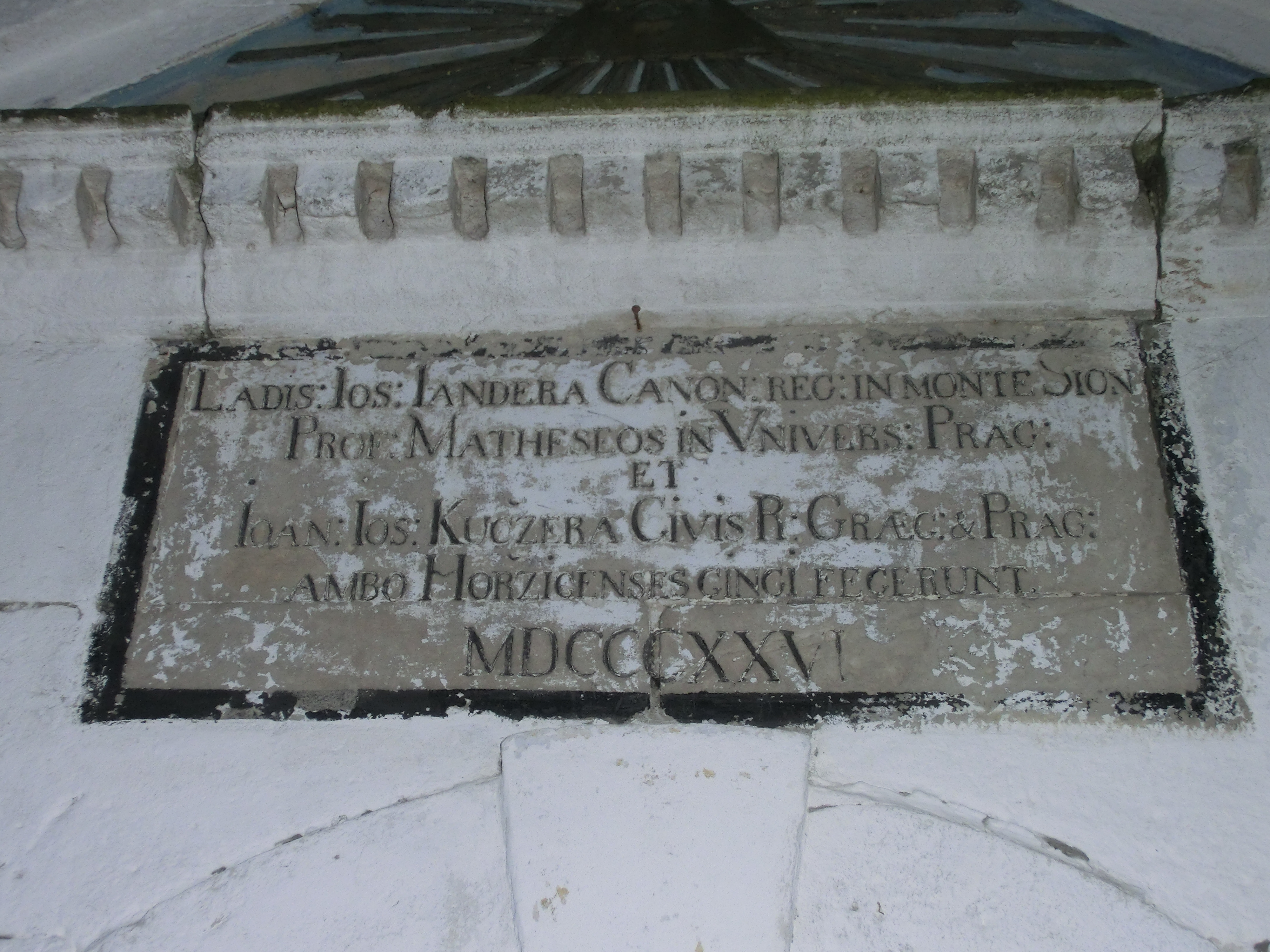
Nápis nad vchodem kaple s částí Božího oka.

Jedná se o menší sakrální stavbu čtvercového půdorysu. Ve štítu kaple se nachází nápis zmiňující její věnování a obraz Božího oka. Interiér zahrnuje jednoduchý oltář se sochou Panny Marie. Dveře tvoří kovová mříž. Okolí kaple doplňují dvě statné lípy a kamenná sedátka. I na počátku 21. století zde roste hloh, který dal místu i kapli přídomek již před staletími.
V roce 2010 byla kaple znovu nabílena.